# Veselí nad Moravou (nádraží)
Veselí nad Moravou je železniční stanice v jižní části města Veselí nad Moravou v okrese Hodonín v Jihomoravském kraji nedaleko řeky Moravy. Leží na neelektrizovaných tratích Brno – Trenčianska Teplá, Rohatec – Veselí nad Moravou a Veselí nad Moravou – Nové Mesto nad Váhom. Součástí městského dopravního terminálu je spolu se stanicí též autobusové nádraží. Ve Veselí se dále nachází železniční zastávka Veselí nad Moravou-Zarazice na trati do Rohatce.

## Historie

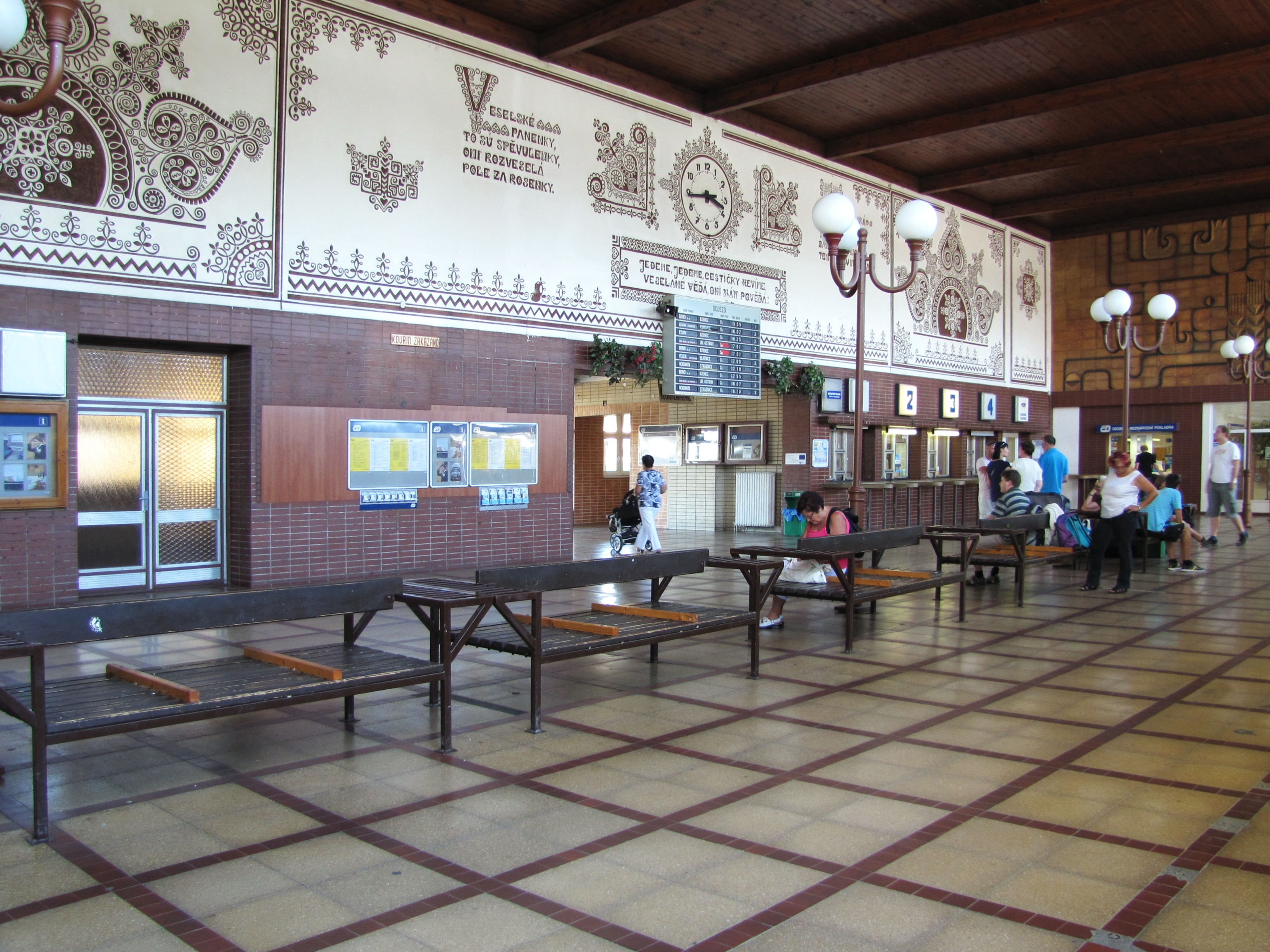
Interiér nádražní haly z poloviny 20. století

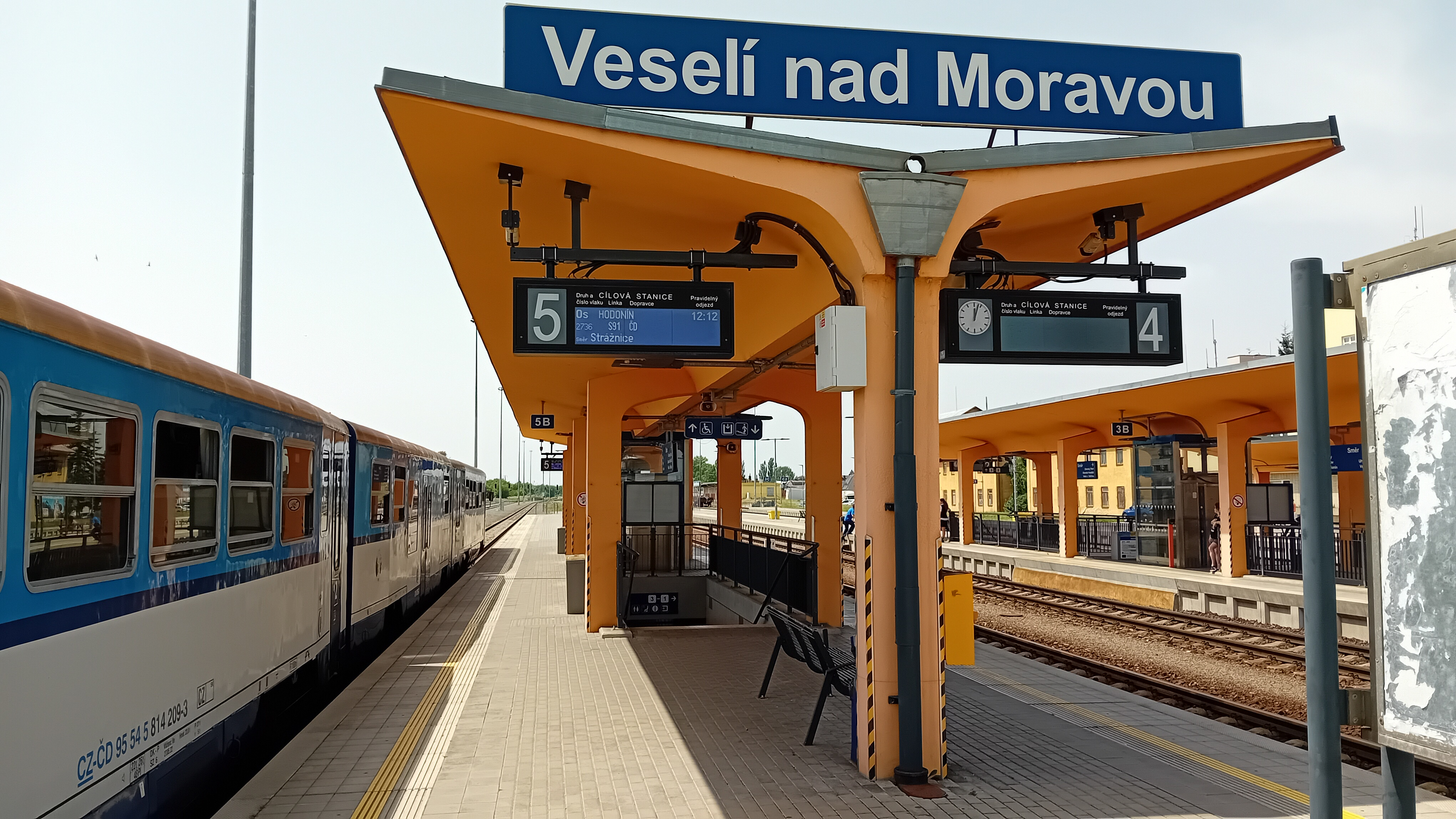
Nástupiště

Stanice byla pro nákladní dopravu otevřena 1. června 1887 společností Rakouská společnost státní dráhy (StEG) na úseku z Bzence do Kunovic, budova byla postavena dle typizovaného stavebního vzoru. StEG 10. října téhož roku zprovoznila trať jihozápadním směrem do Sudoměřic nad Moravou.
28. října 1888 byla trať z již položené železnice v Uherském Brodě prodloužena budováním tzv. Vlárské dráhy směrem na Slovensko, která tak završila původní projekt společnosti Českomoravská transverzální dráha (BMTB), jež usilovala o dostavbu traťového koridoru propojujícího již existující železnice v ose od západních Čech po Trenčianskou Teplou. Po zestátnění StEG v roce 1908 pak obsluhovala stanici jedna společnost, Císařsko-královské státní dráhy (kkStB), po roce 1918 pak správu přebraly Československé státní dráhy.
Trať z Veselí na Vrbovce a Nové Mesto nad Váhom byla dokončena až v období První republiky, 8. prosince 1927. Na přelomu 40. a 50. let zde vznikla nová funkcionalistická staniční budova, zevnitř vyzdobená typickými nástěnnými slováckými folklórními motivy podle návrhu lidové umělkyně Rozky Falešníkové z Tasova.

## Popis
Ze stanice vychází několik vleček, zaústěných mimo jiné do areálu veselských železáren. Generální rekonstrukce železniční stanice spojená s přestavbou autobusového a vlakového přestupního terminálu proběhla v roce 2018. Nachází se zde jedno hranové a dvě ostrovní krytá nástupiště s lavičkami a elektronickým informačním systémem pro cestující. K příchodu na vyvýšená ostrovní nástupiště slouží podchod vybavený výtahy. Dlouhodobě se počítá s rekonstrukcí a elektrizací Vlárské dráhy.[zdroj?]
Ze stanice směrem do všech sousedních dopraven jsou mezistaniční úseky vybaveny TZZ 3. kategorie automatické hradlo.[zdroj?]